# Аліна Байкова
Аліна Байкова (нар. 1989, Кіровоград, Українська РСР, СРСР) — українська модель, фотографка й підприємиця.

## Життєпис
Народилася в місті Кіровоград (нині — Кропивницький) Кіровоградської області. Походила зі бідної родини і працювала офіціанткою в ресторані. Двічі отримувала пропозиції стати моделлю, згодом розпочала кар'єру в цій галузі.
Байкова почала модельну кар'єру в Китаї та Франції в 17 років, де виступала моделлю для модних домів Hermès, Dior, Giambattista Valli, Lanvin, Calvin Klein, Zuhair Murad і Armani. У 2010 році підписала контракт з Next Management і дебютувала в Carolina Herrera, а також виступала для Marc Jacobs, Ralph Lauren, Isaac Mizrahi, John Galliano, Dolce & Gabbana, Salvatore Ferragamo, з'явилася в Interview і відкрила показ Dior у 2011 році.
У 2011 році також двічі з'являлася на обкладинці Vogue Australia. Байкова виступала для Zac Posen і з'явилася в рекламі аромату для Oscar de la Renta.
У 2015 році Байкова створила додаток, який доставляє персоналізовані букети по Європі з квітів, вирощених в Амстердамі в Нідерландах.